# Vytautas Kavolis
Vytautas Kavolis (né le 8 octobre 1930 à Kaunas et mort le 25 juin 1996 à Vilnius) était un sociologue, un critique littéraire et un historien de la culture de la Lituanie émigré aux États-Unis.

## Biographie
Kavolis a quitté la Lituanie avec ses parents à la suite de l'occupation soviétique en 1944. Ils vécurent d'abord en Allemagne, puis aux États-Unis.
Il a été inscrit à l'université du Wisconsin et à l'université de Chicago, puis il a obtenu la maîtrise et doctorat de l'université Harvard. Il a alors enseigné à Université Tufts et au Dickinson College ; il était professeur en civilisations comparatives et professeur de sociologie au Dickinson College de 1964 jusqu'à sa mort soudaine en 1996. Pendant ce temps il a également été professeur invité à The New School à New York et à l'université Vytautas Magnus à Kaunas.
Il a fondé et a édité le journal lituano-américain Metmenys et était un membre du conseil de plusieurs organismes lituano-américains, et le conseiller principal de Santara-Šviesa.
Kavolis était un membre de l'International Society for the Comparative Study of Civilizations (société internationale pour l'étude comparative des civilisations), dont il était un membre du conseil exécutif de 1974 à 1977 et en a été le président de 1977 à 1983.
Il a reçu le prix national de la Lituanie pour la culture et de l'art pour 1993. De plus, Kavolis a été diplômé honoris causa de la Klaipėda University en 1995.
Inhumée au cimetière d'Antakalnis.

## Publications
Kavolis a écrit plus d'une douzaine de livres et les nombreux articles scientifiques édités soit aux États-Unis et en soit en Lituanie. Toutefois, la majeure partie de son travail est anglophone.

### Livres
- Artistic Expression - A Sociological Analysis. Ithaca, NY: Cornell University Press 1968, (a été traduit en suédois et en espagnol en 1970, le chapitre 5 a été traduit en allemand en 1979 et le chapitre 9 a été traduit en lituanien sous le titre de "Meno stilius, kaip religijos ypatybiu projekcija, " Kulturos Barai, 1993, No 2-3.
- History on Art's Side: Social Dynamics in Artistic Efflorescences. Ithaca, NY: Cornell University Press 1972.
- Designs of Selfhood, Rutherford, NJ: Farleigh Dickinson University Press, 1984.
- avec E.V. Walter, E. Leites, M.C. Nelson, of Civilizations East and West: A Memorial Volume for Benjamin Nelson. Atlantic Highlands, NJ: Humanities Press 1985.
- Epochų Signatūros (Epochal Signatures). Chicago: Algimanto Mackaus knygu leidimo fondas, 1991.
- The Trajectories of Consciousness: Modernization Aspects of Lithuanian Culture. Chicago: Algimanto Mackaus knygų leidimo fondas, 1986.
- Kultūros dirbtuvė (Culture Workshop). Vilnius: Baltos Lankos 1996.
- Kultūrinė psichologija (Cultural Psychology). Vilnius: Baltos Lankos 1995.
- Nepriklausomųjų kelias (The Road to Independence). Vilnius: Versus Aureus, 2006.

### Articles
- « Artistic Expression: A Sociological Analysis ». American Sociological Review, Vol. 35, No. 3 (June 1970)
- « Models of Rebellion: An Essay in Civilization Analysis ». Comparative Civilizations Review, No. 3 (Fall 1979)
- « History on Art's Side: Social Dynamics in Artistic Efflorescences ». Contemporary Sociology, Vol. 2, No. 6 (November 1973)
- « Toward A History Of Bodily Discipline ». Lituanus, January 1997
- « Civilization theory and collective identity in the postmodern-globalized era ». Kulturos barai, July 2006

### En ligne
- « Toward A History Of Bodily Discipline ». Lituanus, January 1997, Lire en ligne (www.lituanus.org)
- « Civilization theory and collective identity in the postmodern-globalized era ». Kulturos barai, July 2006,  Lire en ligne (www.eurozine.com)